# جشنواره فیلم کن ۲۰۲۰
برگزاری هفتاد و سومین جشنواره کن از ۱۲ تا ۲۳ مه سال ۲۰۲۰ برنامه‌ریزی شده بود. در ۱۳ ژانویه ۲۰۲۰ اسپایک لی به عنوان رئیس هیئت داوران انتخاب شد.
با این حال، در تاریخ ۱۴ آوریل ۲۰۲۰ مسئولان برگزاری جشنواره اعلام کردند که با توجه به دنیاگیری کروناویروس در فرانسه جشنواره به شکل معمول خود برگزار نمی‌شود.
اما فیلم‌های راه یافته به بخش مسابقه، می‌توانند با نشان‌واره فیلم منتخب جشنوارهٔ کن به نمایش درآیند.

## انتخاب رسمی

### وفاداران (آنهایی که دست‌کم یک بار در جشنواره کن حضور داشته‌اند)
| نام فارسی                   | نام اصلی                         | کارگردان       | کشور                                       |
| --------------------------- | -------------------------------- | -------------- | ------------------------------------------ |
| گزارش فرانسوی               | The French Dispatch              | وس اندرسن      | آمریکا، آلمان                              |
| تابستان ۸۵                  | Été ۸۵                           | فرانسوا اوزون  | فرانسه                                     |
| مادران حقیقی                | Asa ga Kuru                      | نایومی کاواسه  | ژاپن                                       |
| صخره عشاق (تبر کوچک)        | Lovers Rock                      | استیو مک‌کوئین  | بریتانیا                                   |
| مانگرو (تبر کوچک)           | Mangrove                         | استیو مک‌کوئین  | بریتانیا                                   |
| یک دور دیگر                 | Druk                             | توماس وینتربرگ | دانمارک                                    |
| دی‌ان‌ای                      | ADN                              | مایوین         | فرانسه                                     |
| آخرین کلمات                 | Last Words                       | جاناتان نوسیتر | آمریکا                                     |
| بهشت: به سوی سرزمین خوشبختی | Heaven: To the Land of Happiness | ایم سانگ سو    | کره جنوبی                                  |
| فراموش خواهیم شد            | El Olvido que Seremos            | فرناندو تروئبا | کلمبیا                                     |
| شبه‌جزیره                    | Bando                            | یان سنگ-هو     | کره جنوبی                                  |
| در غروب                     | In the Dusk                      | شاروناس بارتاس | لیتوانی، فرانسه، صربستان، جمهوری چک، لتونی |
| غیر نظامیان                 | Des hommes                       | لوکاس بلوایوکس | فرانسه، بلژیک                              |
| چیزهای واقعی                | Honki no Shirushi                | کوجی فوکودا    | ژاپن                                       |